# Marrakech Challenger
Il Marrakech Challenger è stato un torneo professionistico di tennis giocato su campi in terra rossa. Faceva parte dell'ATP Challenger Series. Si giocava annualmente a Marrakech in Marocco.

## Albo d'oro

### Singolare
| Anno | Campione                 | Finalista        | Punteggio     |
| ---- | ------------------------ | ---------------- | ------------- |
| 1984 | Hans Gildemeister        | Chuck Willenborg | 6-7, 6-2, 6-1 |
| 1985 | Ronald Agénor            | Ricki Osterthun  | 2-6, 6-3, 6-4 |
| 1986 | David de Miguel Lapiedra | Thierry Champion | 6-2, 6-3      |
| 1987 | Tarik Benhabiles         | Francisco Yunis  | 6-2, 7-5      |
| 1988 | Franco Davín             | Jordi Arrese     | 6-3, 2-6, 6-4 |

### Doppio
| Anno | Campioni                         | Finalisti                     | Punteggio     |
| ---- | -------------------------------- | ----------------------------- | ------------- |
| 1984 | Terry Moor Blaine Willenborg     | Jeremy Bates Michiel Schapers | 6-4, 6-7, 9-7 |
| 1985 | Sergio Casal Emilio Sánchez      | Ulf Fischer Goran Prpić       | 4-6, 6-3, 6-1 |
| 1986 | Paolo Canè Claudio Mezzadri      | Jordi Arrese Jorge Bardou     | 0-6, 6-1, 6-4 |
| 1987 | Tarik Benhabiles Carlos Di Laura | Jim Pugh Magnus Tideman       | 4-6, 6-3, 6-4 |
| 1988 | Christer Allgårdh Conny Falk     | Lawson Duncan Hans Schwaier   | 6-3, 6-2      |